# نداء الصحراء (ألبوم فرقة ميراث)
نداء الصحراء (بالإنجليزية: Desert call)‏ هو ثاني ألبوم لفرقة البروجريسف ميتال ميراث التونسية أصدر سنة 2010 يحمل الألبوم عشر أغانٍ.

## خلفية
بدأ الألبوم بعد وقت قصير من دخول المغني زاهر الزرقاطي في التدريب، ليحل محل طارق الديواني. الزرقاطي لديه صوت أضعف من الديواني، لذلك تم تغيير مغني المجموعة. كان النمط المعدني المتطور للمجموعة محاطاً بالموسيقى العربية النموذجية وممرات الأوركسترا. استُخدم موسيقيو استوديو أيضاً للعزف بواسطة الدربوكة، وهي أداة نموذجية للثقافة التونسية. بدأت التسجيلات في تشرين الثاني / نوفمبر 2009 في استوديو في تونس مع كيفن كودرفت، لوحة المفاتيح لأداجيو، كمنتج. في ذلك الوقت لم يكن لدى المجموعة أي عقد قياسي، وتأخر نشر الألبوم لسنة واحدة. في يونيو 2009 وقعت المجموعة عقدًا مع شركة XIII بيس ريكوردس الفرنسية، التابعة لشركة سوني ميوزك، للتوزيع في أوروبا. وعهد التوزيع في جميع أنحاء العالم إلى سجلات نايت ماير. جميع كلمات الألبوم كتبت بواسطة أيمن جوادي، صديق للمجموعة. تمت كتابة النصوص بعد تكوين الموسيقى، بحيث تتكيف مع الموسيقى. جميع النصوص تتعامل مع المشاكل الاجتماعية. يحتوي الإصدار المنشور بواسطة XIII بيس ريكوردس على نسخة عربية من «أغنية للابد وليوم»؛ يحتوي إصدار «سجلات نايت ماير» حصراً على إصدار اللغة الإنجليزية. قبل إصدار الألبوم، تم نشر مقطع فيديو ومقطوعة صوتية للأغنية «للابد وليوم» على موقع ماي سبيس للمجموعة.

## الأغاني
| #  | عنوان الأغنية بالعربية | عنوان الأغنية بالإنجليزية | مدة الأغنية |
| -- | ---------------------- | ------------------------- | ----------- |
| 1  | إلى الأبد ويوم         | Forever and a Day         | 5:41        |
| 2  | عواصف من الأحزان       | Tempests of Sorrows       | 4:42        |
| 3  | نداء الصحراء           | Desert Call               | 7:00        |
| 4  | جنون                   | Madness                   | 6:18        |
| 5  | البكاء الصامت          | Silent Cries              | 10:48       |
| 6  | ذكريات                 | Memories                  | 4:53        |
| 7  | القدر الساخر           | Ironic Destiny            | 5:44        |
| 8  | لا عودة للخلف          | No Turning Back           | 5:38        |
| 9  | العالم الفارغ          | Empty World               | 7:06        |
| 10 | الهزة الأرضية          | Shockwave                 | 7:15        |

## الطاقم
- مالك بن عربية – غيتار
- إلياس بوشوشة – بيانو ومغني
- أنيس الجويني – غيتار البيس
- زاهر الزرقاطي – مغني
- بيوي ديسفراي – طقم طبول

## روابط خارجية
- نداء الصحراء على موقع أول موفي (الإنجليزية)